# Chaméane
Chaméane is een plaats en voormalige gemeente in het Franse departement Puy-de-Dôme in de regio Auvergne-Rhône-Alpes en telt 132 inwoners (1999). De plaats maakt deel uit van het arrondissement Issoire.

## Geschiedenis
Chaméane is op 1 januari 2019 gefuseerd met de gemeente Vernet-la-Varenne tot de gemeente Le Vernet-Chaméane. 

## Geografie
De oppervlakte van Chaméane bedraagt 11,3 km², de bevolkingsdichtheid is 11,7 inwoners per km².
De onderstaande kaart toont de ligging van Chaméane met de belangrijkste infrastructuur en aangrenzende gemeenten.

## Demografie
Onderstaande figuur toont het verloop van het inwonertal.